# Mimetus haynesi
Mimetus haynesi là một loài nhện trong họ Mimetidae.
Loài này thuộc chi Mimetus. Mimetus haynesi được miêu tả năm 1940 bởi Gertsch & Mulaik.